# Lager (teknik)

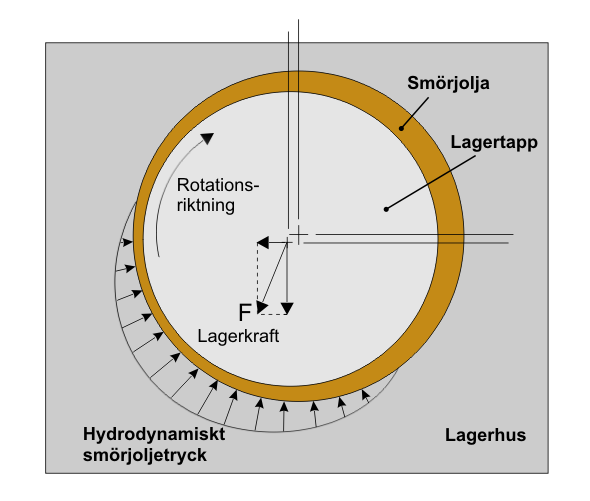
Glidlager

Kullager

Ett lager är ett maskinelement med huvudfunktionen att hålla exempelvis rörliga delar typ axlar på plats. Lagring kan ske även utan specifika maskinelement. En ofta önskvärd egenskap hos lager är att de ska ge liten friktion, samtidigt som rörelse ska tillåtas i bestämda frihetsgrader, och ofta används en tunn film av smörjmedel. Det finns olika typer av lager, och de indelas därför i olika kategorier. Nedan beskrivs ett par vanliga lagringar för roterande inbyggnader såsom kullager, rullager och glidlager. Dessutom finns linjära lagringar, som exempelvis används i verktygsmaskiner för att tillåta förflyttning i en linje eller i ett plan. 
Lager för axlar kan ta upp lastkrafter radiellt eller axiellt, och ibland i axialvinkel. Vissa lager utförs så att de tillåter variation i axialvinkel (sfäriska kullager) eller i axiell position (lager med glidpassning).
Ett lager som inte har rätt smörjning, överbelastas med kraft eller hastighet, eller har glapp från slitage, kan överhettas och "skära", vilket kräver utbyte av delar. 
För att komma ifrån behovet av lagring med kontakt, som kräver underhåll och orsakar effektförluster, har kontaktfria tekniker utvecklats, exempelvis med luftkudde (ex. svävare, air hockey) eller elektrodynamiska lager (ex. Maglev).

## Rullningslager
Rullningslager är ett samlingsbegrepp för lager baserade på rullningsprincipen såsom kullager och rullager. Detta står i motsats till glidlager, där de roterande delarna glider mot varandra.

### Kullager

Animation av ett kullager

Kullagret består av två cirkulära lagerbanor mellan vilka det ligger kulor. Detta medför att lagret kan rotera i med väldigt liten friktion och ändå bära en last i axiell eller radiell led.

### Rullager
Rullagrets konstruktion påminner mycket om kullagrets med två ringar mellan vilka det ligger rullar. Rullarna kan ha olika form, såsom cylindriska, koniska eller med sfärisk kröning.
Nållager är en typ av rullager där cylindrarna har liten diameter i förhållande till sin längd.

## Glidlager
Glidlagret består av en cirkulär glidbana som ligger an mot båda de ytor vars friktion skall minskas. Med sin konstruktion är glidlagret det som tar minst utrymme, men oftast med avsevärt högre friktion än rullningslager. Därför används det mestadels i inbyggnader där det oscillerar eller roterar relativt långsamt. Glidlager görs ofta med speciell kombination av lagermaterial och god smörjning. Ifall lagret inte kan bytas ut, bör det dimensioneras efter hela detaljens livslängd.